# Кальсаділья-де-лос-Баррос
Кальсаділья-де-лос-Баррос (ісп. Calzadilla de los Barros) — муніципалітет в Іспанії, у складі автономної спільноти Естремадура, у провінції Бадахос. Населення — 845 осіб (2010).
Муніципалітет розташований на відстані близько 320 км на південний захід від Мадрида, 85 км на південний схід від Бадахоса.

## Демографія
Динаміка населення (INE ):